# Rajd Scottish 1970
Rajd Scottish 1970 (26. Scottish Rally) – 26. edycja rajdu samochodowego Rajdu Scottish rozgrywanego w Wielkiej Brytanii. Rozgrywany był od 6 do 12 czerwca 1970 roku. Była to dziewiąta runda Rajdowych Mistrzostw Europy w roku 1970 oraz ósma runda Rajdowych Mistrzostw Wielkiej Brytanii.

## Klasyfikacja rajdu
| Miejsce                                                    | Kierowca                                                   | Pilot                                                      | Samochód                                                   | Czas                                                       | Strata                                                     |                                                            |
| Klasyfikacja generalna, ERC i mistrzostw Wielkiej Brytanii | Klasyfikacja generalna, ERC i mistrzostw Wielkiej Brytanii | Klasyfikacja generalna, ERC i mistrzostw Wielkiej Brytanii | Klasyfikacja generalna, ERC i mistrzostw Wielkiej Brytanii | Klasyfikacja generalna, ERC i mistrzostw Wielkiej Brytanii | Klasyfikacja generalna, ERC i mistrzostw Wielkiej Brytanii | Klasyfikacja generalna, ERC i mistrzostw Wielkiej Brytanii |
| ---------------------------------------------------------- | ---------------------------------------------------------- | ---------------------------------------------------------- | ---------------------------------------------------------- | ---------------------------------------------------------- | ---------------------------------------------------------- | ---------------------------------------------------------- |
| 1.                                                         | Brian Culcheth                                             | Johnstone Syer                                             | Triumph 2.5 Pi                                             | 47:37                                                      | 0.0                                                        |                                                            |
| 2.                                                         | Paddy Hopkirk                                              | Tony Nash                                                  | Morris Mini 1275 GT                                        | 54:29                                                      | +6:52                                                      |                                                            |
| 3.                                                         | Robert McBurney                                            | Noel Smith                                                 | BMW 2002 Ti                                                | 1:02:09                                                    | +14:32                                                     |                                                            |
| 4.                                                         | Colin Grewer                                               | Ian Grewer                                                 | Volvo 122 S                                                | 1:10:51                                                    | +23:14                                                     |                                                            |
| 5.                                                         | Bill Taylor                                                | Ian MacIver                                                | Ford Escort Twin Cam                                       | 1:13:16                                                    | +25:39                                                     |                                                            |
| 6.                                                         | Jimmy Wilson                                               | Iain Knox                                                  | Hillman Hunter                                             | 1:15:43                                                    | +28:06                                                     |                                                            |
| 7.                                                         | Noel Smith                                                 | Brendan Doyle                                              | Wolseley Hornet                                            | 1:16:32                                                    | +28:55                                                     |                                                            |
| 8.                                                         | Stuart Brown                                               | Stuart Parker                                              | BMC Mini Cooper S 1293                                     | 1:18:08                                                    | +30:31                                                     |                                                            |
| 9.                                                         | Ron Pilcher                                                | J. Ron                                                     | Ford Cortina Lotus                                         | 1:18:16                                                    | +30:39                                                     |                                                            |
| 10.                                                        | Alastair Robertson                                         | J. Lindsay                                                 | Saab 96 V4                                                 | 1:23:58                                                    | +36:21                                                     |                                                            |